# Tonnoira rectilata
Tonnoira rectilata är en tvåvingeart som beskrevs av Quate 1999. Tonnoira rectilata ingår i släktet Tonnoira och familjen fjärilsmyggor. Inga underarter finns listade i Catalogue of Life.